# Демонстрація 20 червня 1792 року

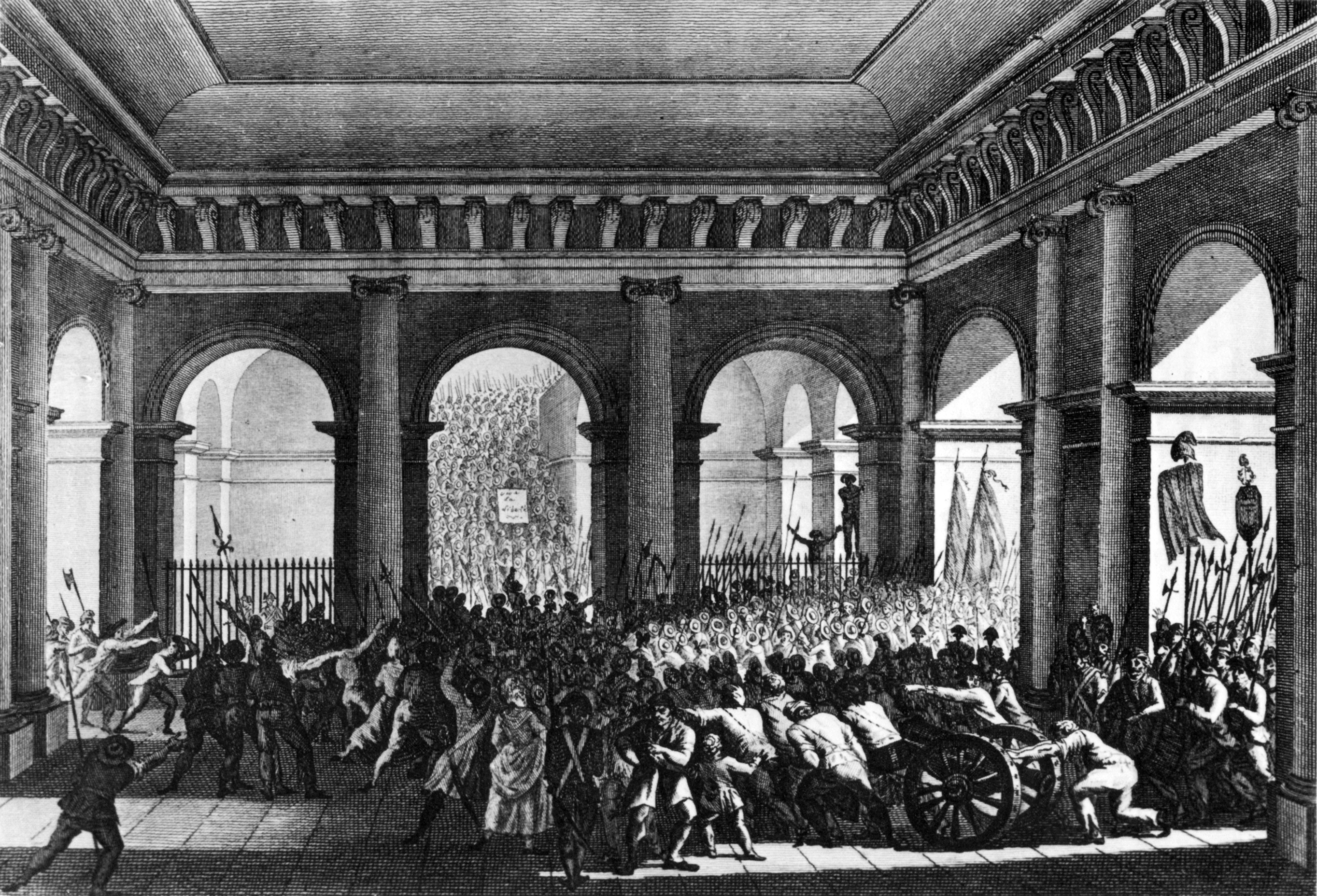
Населення Парижа вторгається в палац Тюїльрі 20 червня 1792 року., близько 1800, BNF

Демонстрація 20 червня 1792 року — народна демонстрація, організована в Парижі з ініціативи жирондистів у третю річницю прийняття клятви в залі для гри в м'яч. В ході цієї демонстрації парижани силою вторглися до палацу Тюїльрі[⇨]. Підсумком демонстрації стало посилення суперечностей між революціонерами і роялістами, що згодом призвело до повалення короля 10 серпня[⇨].

## Передісторія

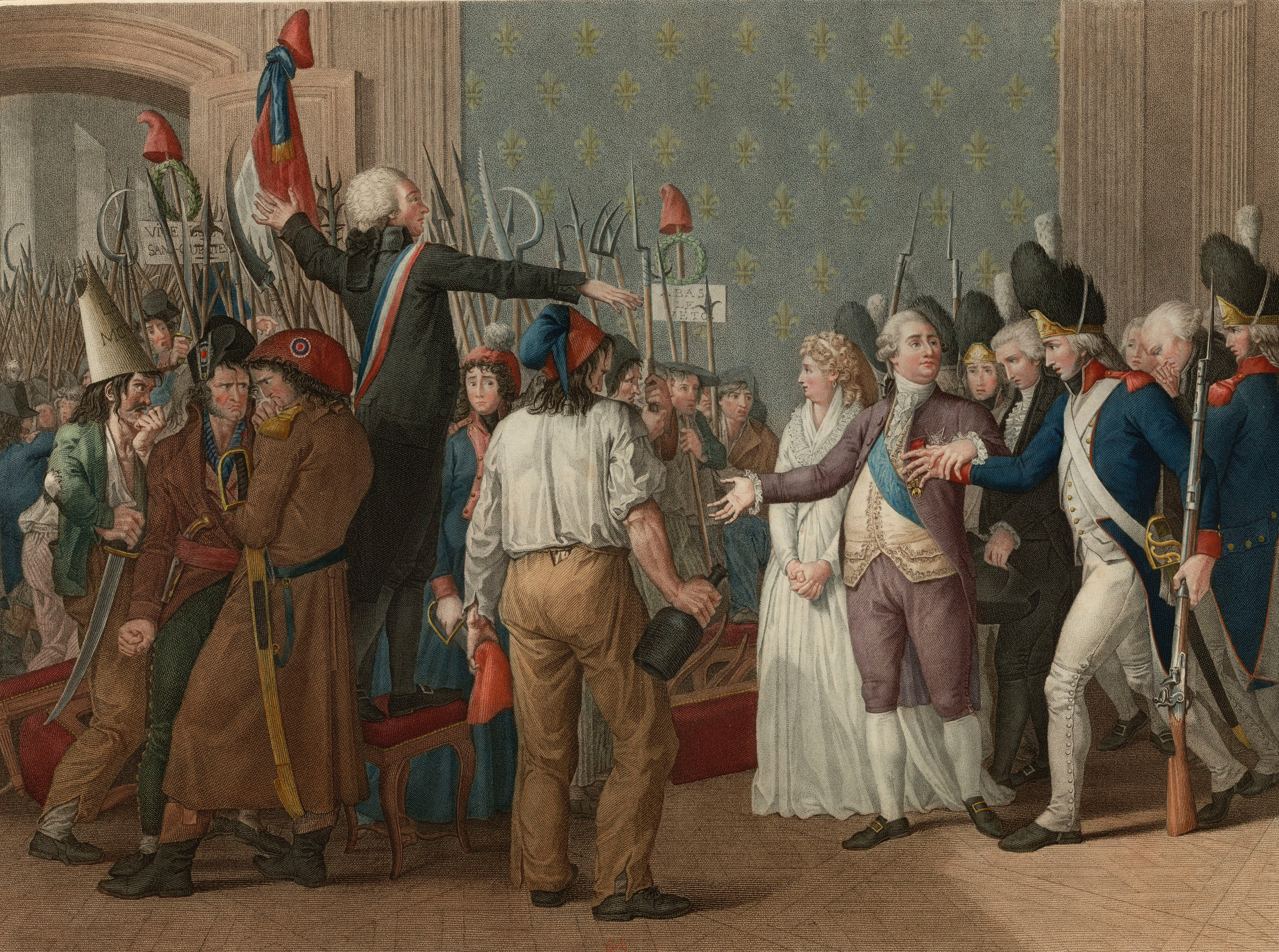
Демонстрація 20 червня 1792 року. Протистояння повстанців і Людовика XVI. Гравюра Bouillon et Vérité, 1796

Після того, як у квітні 1792 року Законодавчі збори оголосили війну королю Богемії та Угорщини Францу ІІ, в Парижі склалася обстановка страху, що живилася бездіяльністю армії і підозрами на адресу дворян — генералів і офіцерів. У цій обстановці відставка, дана 13 червня Людовіком XVI міністрам-жирондистам Сервану, Ролану і Клавьєру, а також його відмова схвалити декрети Законодавчих зборів про священиків, що не присягнули і скликання федератиів, нарешті, формування ним міністерства фельянів, привели до сутички між прихильниками і противниками революції.

16 червня Лафаєт написав Законодавчим зборам лист, в якому викривав анархію, підтримувану, за його словами, якобінцями:

…французькій конституції загрожують настільки ж внутрішні заколотники, як і зовнішні вороги.

Перед лицем загрози монархічного або фельянського перевороту жирондисти спробували спертися на народний рух, зосереджений в паризьких секціях, користуючись при цьому підтримкою голови Комуни Парижа Петіона і не рахуючись із запереченнями Робесп'єра та інших активних учасників демократичного руху, які вважали цей намір передчасним.

## Події 20 червня

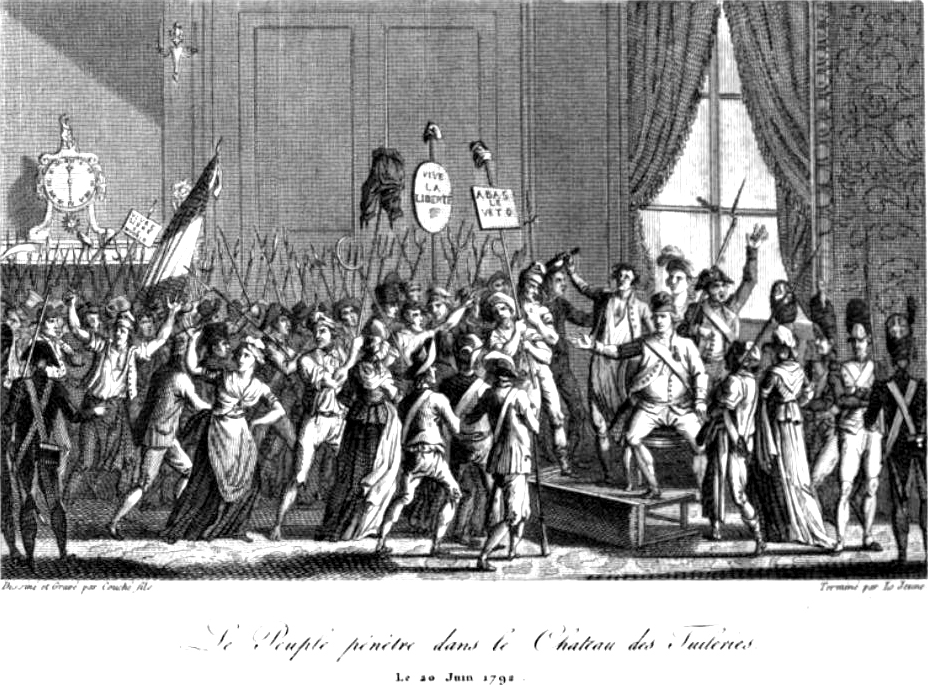
Народ перед Людовиком XVI, одягненим у фригійський ковпак. Гравюра Le Jeune & Couché fils, 1792

Щоб збентежити контрреволюціонерів і змусити короля відкликати своїх міністрів і зняти вето з декретів, активісти паризьких секцій вирішили в третю річницю Клятви в залі для гри в м'яч провести збройну демонстрацію і подати петиції Законодавчим зборам і королю. Комуна Парижа на чолі з Петіоном заборонила демонстрантам нести зброю, але не заборонила саму ходу. 20 червня 1792 року від 10 до 20 тисяч жителів передмість (за інформацією П'єра Редерера) зі своїми ватажками — такими, як пивовар Сантер, біржовий маклер Александр і колишній інспектор мануфактур Лазовський вирушили з передмістя Сент-Антуан і Сен-Марсо до будівлі Манежа, де засідали Законодавчі збори. Петіон наказав збройним загонам національної гвардії супроводжувати ходу, але гвардійці змішалися з демонстрантами.
Прийшовши до Манежу, демонстранти заповнили будівлю, а колишній митний складальник Югенен зачитав петицію зі скаргами на бездіяльність армії і виконавчої влади з вимогами до короля виконувати свої обов'язки. Потім натовп оточив Тюїльрі. Батальйони Національної гвардії, які охороняли палац, розступилися, а внутрішня охорона розбіглася. Народ увірвався до палацу і в Залі круглих віконець зіткнувся з королем, оточеним придворними. За словами Мішеля Вовеля, «з властивою йому бездіяльною мужністю» король протягом двох годин покірно виносив «дефіле» натовпу, погодився надіти фригійський ковпак і випив за здоров'я нації, щоб перервати лайки Лежандра, який говорив «Месьє, ви зрадник, ви постійно нас обманюєте, ви нас знову обдурите», але відмовився відкликати своє вето і відновити на посаді жирондистських міністрів, посилаючись на закон і конституцію. Близько шостої години вечора Петіон і муніципальні чиновники домоглися, щоб натовп покинула палац.

## Наслідки

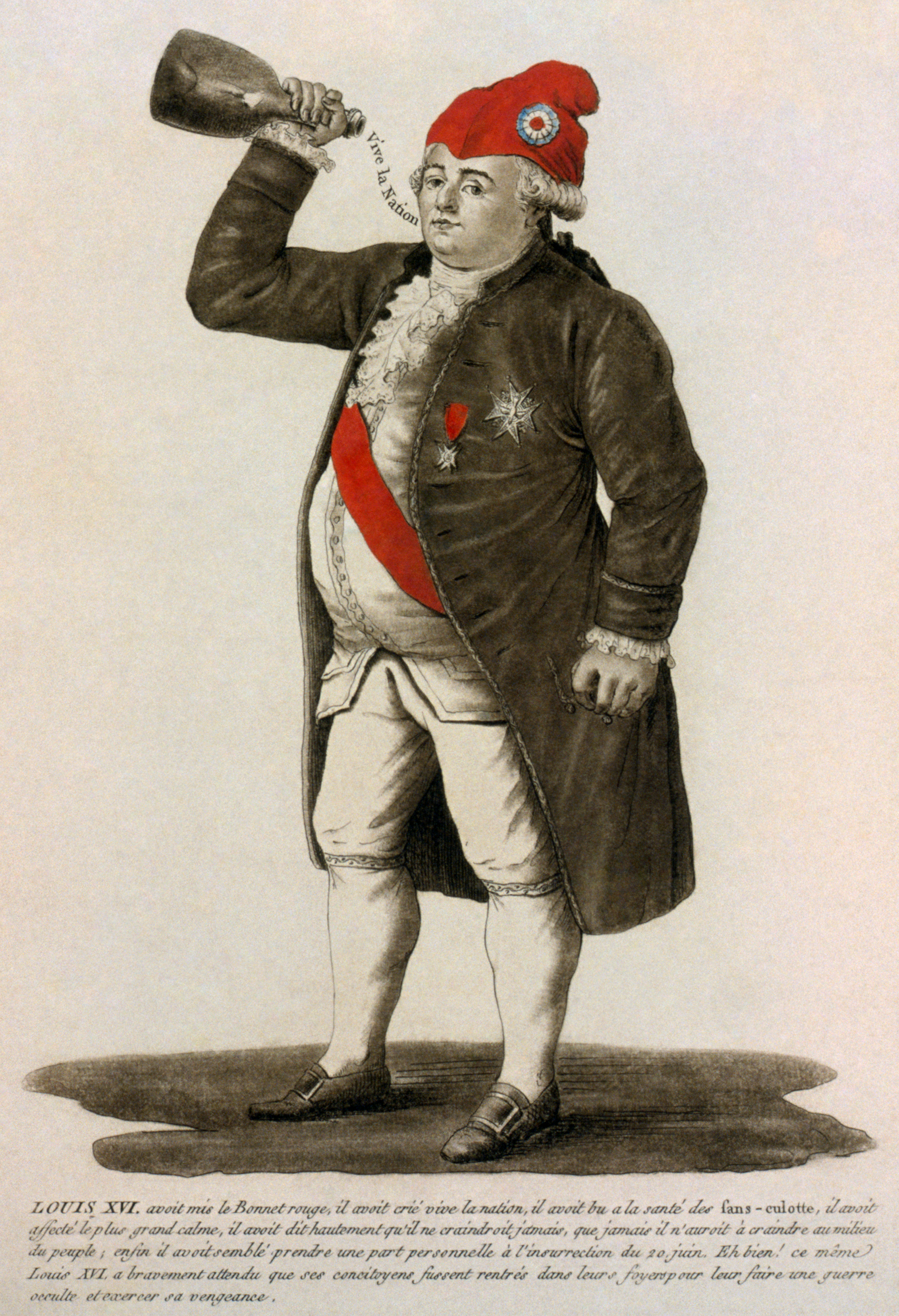
Карикатура на Людовіка XVI у фригійському ковпаку, що п'є за здоров'я нації. Анонімний автор, 1792

Незважаючи на те, що йому довелося перенести приниження, Людовик XVI залишив демонстрантів ні з чим завдяки своєму несподіваній завзятості та врівноваженості. Після цих подій він став особливо обережним. Демонстрація посилила роялістську опозицію, оскільки буйство натовпу і відвага короля повернули громадську думку на її користь. З департаментів до Парижу надходили звернення та петиції, котрі засуджували демонстрацію. Багато клубів також надсилали петиції, ворожі по відношенню до короля. Петіона було відсторонено від посади мера Парижа.
Лафаєт покинув армію і з'явився перед Законодавчими зборами, щоб вимагати прийняття заходів проти якобінців. Хоча лівим не вдалося домогтися, оголошення догани Лафаєту за його акт недисциплінованості, генералу не вдалося отримати підтримку ні з боку королівського двору, який йому не довіряв, ні з боку національної гвардії з буржуазних кварталів. Тоді він запропонував королю переїхати під його захист до Ком'єня, де Лафаєт збирав свої війська, але король відмовився, сподіваючись, що народне невдоволення вже минулось.
Що стосується жирондистів, що прийшли в нерішучість після невдачі демонстрації, їх лідери обирали між викриттям королівської зради на початку липня і спокусою зблизитися з королем. Між тим фельяни були дискредитовані своєю відмовою покарати Лафаєта. Зв'язавши себе з Людовиком XVI, який намагався їх не відштовхувати, фельяни виступили проти підозр, висунутих проти короля, і пропозицій усунути його від влади, позбавляючи себе тим самим народної підтримки.
Людовик XVI продовжував сподіватися на те, що громадська думка знову буде прихильною до нього. Також він чекав на прибуття прусських військ. Тепер стало зрозуміло, що наслідки демонстрації 20 червня можуть повторитися. Бійо-Варенн в Якобинському клубі намітив програму наступного повстання: вигнання короля, чистка армії, обрання Національного конвенту, передача права королівського вето народу, депортація всіх ворогів народу і звільнення найбідніших від оподаткування. Ця програма була повторена майже без змін у маніфесті, складеному Робесп'єром, і проголошена в Законодавчому Зборах. Питання полягало лише в тому, як ця програма буде здійснена.
Відповідь надійшла 10 серпня 1792 року штурмом Тюїльрі і падінням монархії.

## Додаткова література
- Ternaux M.[fr]. Le 20 Juin 1792 :  [фр.]. — Michel Lévy Fréres[fr], 1864. — 259 p.